# Tomoko Nakagawa
Pour les articles homonymes, voir Nakagawa (homonymie).
Tomoko Nakagawa (中川 智子, Nakagawa Tomoko), née le 28 septembre 1947 à Nachikatsuura, est une femme politique japonaise, représentant le Parti social-démocrate japonais à la Chambre des représentants du Japon, avant de devenir maire de Takarazuka, première femme à occuper ce poste et troisième femme à devenir maire de la préfecture de Hyōgo.

## Jeunesse, études et carrière pré-électorale
Nakagawa naît le 28 septembre 1947 à Nachikatsuura, dans la préfecture de Wakayama. Elle déménage à Kaizuka, dans la préfecture d'Osaka, où elle vit jusqu'à sa deuxième année de lycée. Sensibilisée très tôt aux diverses discriminations existantes au Japon, notamment envers les enfants de ressortissants étrangers, elle s'implique dès son adolescence dans des manifestations contre les discriminations et contre la guerre, notamment celle du Viêt Nam.
Elle obtient un travail de bureau, mais se fait licencier à cause de la crise pétrolière. Elle devient alors mère au foyer, et s'implique dans la vie associative et scolaire de sa ville. Elle passe également son diplôme de puéricultrice.
Profondément choquée par le séisme de 1995 à Kobe, elle fait la connaissance de Takako Doi, présidente du Parti social-démocrate japonais, alors qu'elles viennent toutes les deux en aide à des rescapés.

## Carrière électorale
Takako Doi convainc Nakagawa de se présenter aux élections législatives japonaises de 1996 sous l'investiture du PSD. Nakagawa rejoint alors la militante pacifiste Kiyomi Tsujimoto et l'avocate féministe Mizuho Fukushima dans le groupe des « enfants de Doi », des femmes indépendantes introduites à la politique nationale par Doi. Nakagawa est élue à l'issue de ce scrutin, et fait son entrée à la Diète du Japon. Elle profite de son mandat pour faciliter la promulgation de loi venant en aide aux victimes de catastrophes naturelles.
Elle est réélue en 2000, mais perd son siège en 2003, la même année que le décès de son mari. Elle annonce alors prendre sa retraite de la politique nationale.
Après l'arrestation pour corruption des deux derniers maires de sa ville, Takarazuka, Nakagawa décide de quitter le PSD et de se présenter aux élections municipales de la ville en 2009 en tant qu'indépendante, qu'elle remporte. Elle fait notamment campagne sur son expérience en tant que représentante du Japon, mais également sur sa condition de femme, mettant en avant qu'aucune femme maire n'a jamais été arrêtée pour corruption. Nakagawa est réélue en 2013 et en 2017, toujours en tant qu'indépendante, mais avec le soutien du Parti démocrate du Japon, du Parti social-démocrate et du Parti communiste japonais.
Après trois mandats à la tête de la ville, elle annonce prendre sa retraite, et démarche personnellement une avocate spécialisée dans les violences faites aux femmes, Harue Yamasaki, pour prendre sa suite. Cette dernière est élue en 2021. Fait rare, c'est une femme qui succède à une femme à la tête d'une mairie japonaise.

## Prises de position
Nakagawa est très impliquée dans la défense des droits des individus LGBT+. En tant que maire, elle met notamment en place un partenariat civil reconnaissant que les couples LGBT et autres minorités sexuelles ont une relation équivalente au mariage. Ce système a été instauré en 2016, faisant de Takarazuka la première ville du Kansai et la quatrième ville du Japon à reconnaître cette union,.
Elle est également opposée à une révision de la constitution du Japon,.
Nakagawa lutte également contre les discriminations imposées aux femmes japonaises. Elle s'oppose notamment à l'interdiction faite aux femmes de pénétrer à l'intérieur du cercle de combat de sumi, le dohyō, car le site serait « violé » par une femme « impure » qui y entrerait, un combat déjà menée par plusieurs femmes politiques japonaises comme Fusae Ōta,.

## Vie privée
Nakagawa rencontre son mari lors de ses études supérieures, à l'occasion du mariage d'un ami commun, et le suit lorsqu'il déménage à Takarazuka pour son travail. Elle a également une fille. Son mari décède en 2003 des suites d'un cancer.
C'est une grande amatrice des courses de chevaux.